# Viereggenhöfer Teich
Der Viereggenhöfer Teich ist ein Teich im Stadtgebiet von Wismar in Mecklenburg-Vorpommern. Der Südteil gehört zum Gemeindegebiet Dorf Mecklenburg. Das Gewässer ist wenig gegliedert und liegt in einer flachen Toteisdepression, welche in der Nacheiszeit vermoorte. Zwei kleine Halbinseln ragen von Westen bzw. Norden in das Gewässer. Der Teich hat eine Nord-Süd-Ausdehnung von etwa 800 Metern und eine maximale West-Ost-Ausdehnung von etwa 620 Metern. Größere Teile des Teichufers vor allem im Süden sind sumpfig und meist verschilft. Südlich des Gewässers verläuft der Wallensteingraben, mit dem der Teich über einen Graben verbunden ist. Der Viereggenhöfer Teich gehört zum Naturschutzgebiet Teichgebiet Wismar-Kluß. Am Teich befinden sich eine Kleingartenanlage und in der Nähe mehrere kleinere Fischteiche.

## Weblink
- Naturschutzgebiet Teichgebiet Wismar-Kluß